# Legătură pi

Doi orbitali p formează o legătură π

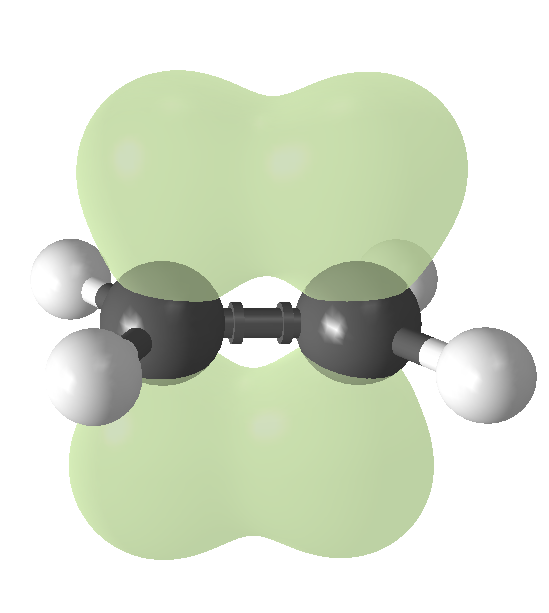
Structura etilenei: legătura pi este reprezentată cu verde (a se observa întrepătrunderea laterală a lobilor)

Legătura pi (notată adesea cu simbolul π) este un tip de legătură covalentă în care doi lobi ai unui orbital atomic implicat suprapune doi lobi al celuilalt orbital atomic implicat, prin întrepătrundere laterală. Fiecare dintre acești orbitali atomici are o densitate de electroni egală cu zero la un plan nodal comun care trece prin cele două nuclee legate. Acest plan este, de asemenea, un plan nodal pentru orbitalul molecular legăturii pi. Legăturile pi pot fi prezente în legături duble și triple, dar nu se formează în legături simple în majoritatea cazurilor.